# Episodi di Due poliziotti a Palm Beach (quinta stagione)
La quinta stagione della serie televisiva Due poliziotti a Palm Beach è stata trasmessa in anteprima negli Stati Uniti d'America da USA Network tra il 17 settembre 1995 e il 3 marzo 1996.
| nº | Titolo originale        | Titolo italiano | Prima TV USA      | Prima TV Italia |
| -- | ----------------------- | --------------- | ----------------- | --------------- |
| 1  | Pulp Addiction          |                 | 17 settembre 1995 |                 |
| 2  | The Lonely Hunter       |                 | 24 settembre 1995 |                 |
| 3  | Sweet Punishment        |                 | 1º ottobre 1995   |                 |
| 4  | Friendly Persuasion     |                 | 8 ottobre 1995    |                 |
| 5  | Family Affairs          |                 | 15 ottobre 1995   |                 |
| 6  | Tricks of the Trade     |                 | 22 ottobre 1995   |                 |
| 7  | Kill Shot               |                 | 29 ottobre 1995   |                 |
| 8  | Partners (Part 1)       |                 | 5 novembre 1995   |                 |
| 9  | Partners (Part 2)       |                 | 12 novembre 1995  |                 |
| 10 | Glory Days              |                 | 26 novembre 1995  |                 |
| 11 | Till Death Do Us Part   |                 | 3 dicembre 1995   |                 |
| 12 | The Last Kiss Goodnight |                 | 10 dicembre 1995  |                 |
| 13 | Dead Asleep             |                 | 19 dicembre 1995  |                 |
| 14 | Sudden Death            |                 | 7 gennaio 1996    |                 |
| 15 | Uncivil Wars            |                 | 14 gennaio 1996   |                 |
| 16 | Black and Blue          |                 | 21 gennaio 1996   |                 |
| 17 | Exit Dying              |                 | 28 gennaio 1996   |                 |
| 18 | Prey of the Fox         |                 | 4 febbraio 1996   |                 |
| 19 | Playing Doctor          |                 | 11 febbraio 1996  |                 |
| 20 | Family Values           |                 | 18 febbraio 1996  |                 |
| 21 | Private Dancer          |                 | 18 febbraio 1996  |                 |
| 22 | Body Electric           |                 | 3 marzo 1996      |                 |